# Semarang (Sungai Serut)
Semarang is een bestuurslaag in het regentschap Bengkulu van de provincie Bengkulu, Indonesië. Semarang telt 1710 inwoners (volkstelling 2010).